# Charlton Kings
Charlton Kings – osada i civil parish w Anglii, w hrabstwie Gloucestershire, w dystrykcie Cheltenham. Leży 15 km na wschód od miasta Gloucester i 139 km na zachód od Londynu. W 2011 roku civil parish liczyła 10 396 mieszkańców.